# Гриффин, Кэти
Кэ́тлин Мэ́ри Гри́ффин (англ. Kathleen Mary Griffin; род. 4 ноября 1960, Ок-Парк, Иллинойс, США) — американская комедиантка и актриса.
Гриффин приобрела известность после появления в двух эпизодах сериала «Сайнфелд» и вспомогательной роли в ситуационной комедии на NBC «Непредсказуемая Сьюзан». Сейчас она звезда реалити-шоу «Kathy Griffin: My Life on the D-List» на телеканале Bravo, за которое она получила две премии «Эмми» как исполнительный продюсер. Кэти также работала актёром озвучивания и комментатором «Красной дорожки» в дополнение к некоторым другим стремлениям в развитии карьеры. В 2008 и 2009 годах она номинировалась на «Грэмми» за лучший комедийный альбом.

## Ранние годы
Гриффин родилась в Ок-Парке, штат Иллинойс, а выросла в соседнем Форест-Парке. Её семья — ирландские католики; её мать, Маргарет (девичья фамилия Корбалли; 10.06.1920—17.03.2020, умерла от деменции), была администратором больницы; а её отец, Джон Патрик Гриффин (29.10.1916—17.02.2007, умер от хронической сердечной недостаточности и миеломной болезни), был менеджером магазина электроники. Кэти училась в начальной школе Св. Бернзадайна в Форест-Парке и в средней школе Ок-Парка и реки Форест, которую она окончила в 1978 году. После средней школы она училась в колледже в Ривер-Гроуве, Иллинойс, но позже учёбу бросила. Кэти — младшая из пяти детей в семье, её братья и сёстры: Кеннет Гриффин (умер), Джойс Гриффин, Джойс Гриффин (27.09.1946—14.09.2017, умерла от лимфомы), Гэри Майкл Гриффин (1950/1951—22.01.2014, умер от рака) и Джон Гриффин.
В автобиографии «Official Book Club Selection», вышедшей в 2009 году, Гриффин впервые рассказала о неспокойной жизни своего брата Кенни. Она подробно рассказывает о его пристрастии к наркотикам и домашнему насилию. Гриффин с детства считала брата хулиганом и рассуждала, как его характер повлиял на каждую женщину, которая находилась с Кенни в определённые периоды его жизни. Кенни принёс семье много переживаний и тревог. Он находился в заключении, сбегал из дома в подростковом возрасте, был отчуждённым и замкнутым. Также Кэтти Гриффин полагает, что он, хотя и никогда не привлекался к суду за это, занимался растлением малолетних. Многие из его компаньонок позже признались, что он изнасиловал их. Кэти заявила, что, когда ей было 8 лет, он забирался к ней в кровать, крепко обнимал, шепча ей нежности на ухо (хотя и никогда не приставал к ней). После того, как Кэти узнала о его контактах с несовершеннолетними, она разорвала все отношения с братом.
В автобиографии Гриффин продолжает рассказывать, как это решение повлияло на её жизнь. Остальные члены семьи отказались верить в то, что Кенни был растлителем малолетних. Это вызвало раскол в семье. Много лет спустя, отец, разговаривая по телефону с Кенни, который был заключён в тюрьму, напрямую спросил его об этом. Вместо того, чтобы отрицать или подтверждать, Кенни просто заявил: «Я делаю то, что я делаю». Данное обстоятельство развеяло все сомнения семьи. Кэти заявила, что, много лет спустя, она проехала мимо Кенни, который стоял у дороги с картонным знаком и просил денег. Её поразило, что на знаке было написано просто «Нужна еда», а не «Буду работать за еду», и это в дальнейшей жизни повлияло на её знаменитую трудовую этику. После жизни на улице Кенни всё-таки вернулся домой к родителям и умер на руках матери, ожидая машину скорой помощи. Несмотря на всё, именно у Кэти были самые близкие отношения с братом среди всех членов семьи. Поэтому его смерть стала для неё невосполнимой потерей.

## Карьера

### Стэндап, телевидение и большое кино
Гриффин начала играть в начале 1980-х в лос-анджелесской импровизированной комедийной труппе The Groundlings. Во время документального сериала «Правдивые голливудские истории» она рассказала, что ходила смотреть на выступления The Groundlings до того, как сама присоединилась к ним. Также сказала, что на одном из шоу она отправилась за кулисы, разговаривала там с одним из членов The Groundlings Филом Хартманом и расспросила у него всё о группе. Кэти изо всех сил пыталась получить в Лос-Анджелесе работу актрисы. Но после неудачного прослушивания на главную роль в фильме «Шпионка Хэрриэт», она присоединилась к труппе. Это привело к тому, что её взяли на курсы актёрского мастерства, которые впоследствии ей очень пригодились, а, в конечном счёте, ей заинтересовались из Main Company. Кэти всегда мечтала о большой сцене и широком признании. Посещая выступления The Groundlings, она крепко сдружилась с ныне покойной Джуди Толл, которая упоминается в книге Гриффин.
Кэти продолжала выступать в жанре стендап и стала частью расцветающей альтернативной комедийной сцены в Лос-Анджелесе, выступая в «Un-Cabaret» и в своём собственном шоу «Hot Cup of Talk». Гриффин появилась в роли камео в фильме «Криминальное чтиво», снятого Квентином Тарантино в 1994 году. Она сыграла женщину, пришедшую на помощь Марселласу Уолласу (Винг Рэймс), которого на автомобиле сбил герой Брюса Уиллиса. Она прорвалась в кинематограф, сыграв второстепенную роль Конни в фильме ужасов «Неродившийся ребёнок», где главную роль исполнила Брук Адамс.
Гриффин постепенно накапливала хорошую репутацию на телевидении и в кино, сыграв различные роли в таких фильмах и сериалах как «Медуза, как быть честной», «В постели с Мадонной», «Принц из Беверли-Хиллз» (её дебют в телевизионных ситкомах), «Клоун Шейкс», «Эллен», «Секретные материалы», «Гражданские войны» (её дебют в драматических сериалах) и «Дурнушка».
После того, как Гриффин исполнила главную роль в «Half Hour Comedy Special» на телеканале HBO, она в 1996 году сыграла колкую коллегу героини Брук Шилдс в ситкоме телеканала NBC «Непредсказуемая Сьюзан». В 1998 году Гриффин играет главную роль в своём первом одночасовом специальном выпуске на HBO «Kathy Griffin: A Hot Cup of Talk». Она полировала комедийную и телевизионную карьеру, которая нанесла удар по её относительно скромному месту в голливудской иерархии своей самоуничижительной манерой. Она часто появляется в таких проектах, как конкурсное реалити-шоу «Celebrity Mole» на Гавайях, в котором она победила в 2003 году, пройдя по горячей лаве босыми ногами. Она определяет свою победу как момент, когда она стала звездой шоу «Kathy Griffin: My Life on the D-List».
Также Гриффин принимает участие в озвучке множества мультсериалов, таких как «Дилберт» и «Новый Человек-Паук». Телевизионная производственная компания Гриффин называется «Неуместный смех», намекая на её, порой, шокирующий стиль юмора.
12 июня 2008 года Гриффин впервые за всё время на Bravo провела A-List Awards. В шоу была включена сцена, в которой Гриффин разыграла неловкую ситуацию из-за того, что её одежда износилась и протёрлась (ссылаясь на печально известное шоу Джанет Джексон «Super Bowl XXXVIII halftime show controversy»). В 2009 году она также была ведущей A-List Awards, который был показан 15 апреля 2009 года, и ведущей своего собственного шоу «Kathy Griffin: She’ll Cut a Bitch», записанного на плёнку 4 марта 2009 года в Портленде (Орегон). Компания Shout! Factory выпустила расширенную версию шоу на DVD в начале 2010 года.
8 сентября 2009 года издательство Ballantine Books опубликовало автобиографию Гриффин под названием Official Book Club Selection: A Memoir According to Kathy Griffin. Книга попала на первую строчку списка бестселлеров, который был составлен изданием The New York Times, в первую же неделю после опубликования. А за неделю до этого она выпускает свой второй комедийный альбом «Suckin' It for the Holidays», с которым она во второй раз была номинирована на премию Грэмми. Также она снялась в роли медсестры в клипе Эминема на песню «The Real Slim Shady».
3 ноября 2009 года было объявлено, что Гриффин устраивает новое шоу на ABC «Давай танцевать», которое было немедленно предложено к показу после окончания шоу «Танцы со звёздами» 23 ноября 2009 года. На шоу знаменитости воспроизводили бы известные танцевальные номера из клипов, фильмов и мюзиклов, борясь за главный приз в 250 тысяч долларов, который пошёл бы на благотворительность. Однако шоу было отложено из-за проблем с кастингом.
31 декабря 2009 года Гриффин вместе с Андерсоном Купером вела программу «New Year’s Eve Broadcast» на телеканале CNN. Во время программы Гриффин в прямом эфире сказала слово fucking. Поэтому ей, по слухам, запретили в будущем работать на CNN, так как это был уже второй случай во второй год подряд, когда Гриффин использовала ругательство в прямом эфире, и вещательная компания опубликовала заявление, в котором приносятся извинения за этот инцидент.
Гриффин также появилась в одном из эпизодов сериала «Закон и порядок: Специальный корпус», где сыграла лесбийскую активистку.

### Соведущая шоу «Взгляд»
Кэти Гриффин работала специально приглашённой соведущей шоу «Взгляд» с мая по сентябрь 2007 года. Она присоединилась к этому шоу, заменив Роузи О’Доннелл. Несмотря на непрерывные шутки об исполнительном продюсере Барбаре Уолтерс, не любящей Гриффин, Кэти была соведущей шоу много раз, после того как О’Доннелл уволилась в мае 2007 года. Но, в итоге, постоянной заменой была выбрана Вупи Голдберг. 10 сентября 2007 года Шерри Шеперд приняла свободное место соведущей, которое стало вакантным после отъезда Стар Джонс. Билл Цвекер из издания Chicago Sun-Times утверждает, что продюсеры шоу долго решались на наём Шеперд вместо Гриффин, хотя и продюсеры, и представители Уолтерс отрицают это. Уолтерс заявила, что, после проблем с О’Доннелл, она беспокоилась по поводу найма другой непредсказуемой женщины, от которой можно всего ожидать.
Гриффин недавно рассказала в своём стэндап выступлении, что её отлучили от шоу после её неприятных отзывов об остальных ведущих во время специального выпуска её концерта «Kathy Griffin: Straight to Hell». Отказываясь обсуждать отлучение от шоу «Access Hollywood».